# Cyperus swartzii
Cyperus swartzii är en halvgräsart som först beskrevs av Albert Gottfried Dietrich, och fick sitt nu gällande namn av Johann Otto Boeckeler och Georg Kükenthal. Cyperus swartzii ingår i släktet papyrusar, och familjen halvgräs. Inga underarter finns listade i Catalogue of Life.